# Mas de l'Escut
El Mas de l'Escut és una masia de Reus (Baix Camp) situada a la partida de les Forques Velles, a tocar de l'autovia T-11 i sota la carretera de Riudoms, vora el Barri de la Immaculada. El rodeja per dues parts el Barranc de Pedret.

## Descripció
El maset, és una construcció de planta gairebé quadrada, amb dues plantes d'alçada i coberta amb terrat i badalot. Per damunt del terrat s'han afegit uns cossos nous no molt ben integrats estèticament. Les façanes tenen una composició arquitectònica elegant, de caràcter urbà, amb una façana principal ordenada a partir d'un eix central, que passa per la porta i la finestra del primer pis, incloses ambdues dins d'un pany de mur que s'avança respecte de la resta de murada, finestrada de la mateixa manera. El coronament que passa per sobre de la barbacana, és de barana d'obra amb calats, amb un escut que culmina la façana principal, en la part més alta de l'eix de composició. És interessant observar, en aquest cas, l'obra vista com a opció d'acabat de les façanes, molt poc habitual en les construccions d'aquest tipus, tot i que respon a la tipologia de maset en molts aspectes: la composició, les escales de l'accés principal, la coberta i el coronament. Actualment està deshabitat, però les terres es conreen.

## Història
El mas va ser construït l'any 1897/98 per Pau Font de Rubinat amb la intenció de dedicar-lo a Escola Regional Agrico-avícola de Reus i aleshores va agafar el nom de Casa-Escola. Hi va viure al mateix temps l'enginyer agrònom del mas, Louis de Marçay, i per això els masovers del mas i familiars l'anomenaven Mas del Francès, però com que molt a prop n'hi havia un altre amb el mateix nom, els veïns mai van usar aquest topònim i l'anomenaven Mas de l'Escut, fent referència al gran escut de Catalunya col·locat a la façana, que ha perdurat.